# Grupo ACS
Grupo ACS, voorheen Actividades de Construcción y Servicios is een Spaans constructiebedrijf en bouwconcern actief in de bouw van publieke infrastructuur, grote bouwprojecten, dienstverlening en telecommunicatie. Het bedrijf kwam in 1997 tot stand door de fusie van OCP Construcciones, S.A. en Ginés Navarro Construcciones, S.A. Het is een van de toonaangevende mondiale bouwbedrijven, met veel projecten in veel landen waaronder Duitsland, India, Brazilië, Chili, Marokko en Australië.

## Activiteiten
Het hoofdkwartier is gevestigd in Madrid. In 2017 behaalde het een omzet van €35 miljard, waarvan 80% met de bouwactiviteiten. De rest van de omzet werd behaald met bouwgerelateerde diensten. Van de omzet werd 13% gerealiseerd in Spanje en Noord-Amerika was met een omzetaandeel van 45% de belangrijkste markt voor Grupo ACS. Het telde in 2017 zo'n 180.000 medewerkers. De voorzitter is Florentino Pérez, die veel media-aandacht krijgt door zijn positie als voorzitter van Real Madrid Club de Fútbol.
De aandelen zijn genoteerd op de Bolsa de Madrid en vormen door het hoge kapitaal en marktkapitalisatie een onderdeel van de IBEX-35 aandelenindex. Per jaareinde 2017 had het een beurswaarde van €10,3 miljard.
Grupo ACS is ook de eigenaar van het Spaans bouwbedrijf Dragados. Van 2006 tot 2008 was het bedrijf een belangrijke minderheidsaandeelhouder van Unión Fenosa, een Spaans gasbedrijf, alvorens dit belang door te verkopen aan het huidige Naturgy. Het bedrijf verwierf ook een aandeel van 30% in het Duitse bouwconcern Hochtief waarvan het in 2011 meerderheidsaandeelhouder werd met meer dan 50% en tegenwoordig meer dan 60% van de aandelen bezit.

### Projecten
Belangrijke realisaties van de Grupo ACS zijn de Alqueva-dam in Portugal uit 2002, het Palau de les Arts Reina Sofía in het Spaanse Valencia en de Torre Glòries in Barcelona beide uit 2005, de Torre de Cristal en de Torre Cepsa, respectievelijk het tweede hoogste en hoogste gebouw in Spanje, beiden in Madrid en uit 2008, de AVE-hogesnelheidslijn tussen Perpignan en Figueres met de Perthustunnel (in een consortium samen met het Franse Eiffage) in 2009 en de Represa Portugués, een stuwdam op de Río Portugués bij Ponce in Puerto Rico uit 2014.